# 飯田奈央
飯田奈央（日语：飯田 なお，1992年5月21日—）是日本女子跆拳道選手兼寫真偶像。生於東京。
飯田奈央10歲開始學習ITF跆拳道，2007年成為參加世界大賽最年輕的選手，並獲得前八名。
在2008年全日本錦標賽上，她是最年輕的（15 歲）女子超微組冠軍。同年9月，獲得世界青少年第7名。
2009年，開始演藝活動。